# Macrorchis meditata
Macrorchis meditata är en tvåvingeart som först beskrevs av Fallen 1825.  Macrorchis meditata ingår i släktet Macrorchis och familjen husflugor. Arten är reproducerande i Sverige. Inga underarter finns listade i Catalogue of Life.